# Liberalización
En economía, una liberalización es, en sentido amplio, el proceso por el cual se pasa de una economía sujeta al control del Estado a una economía de mercado, reduciendo la capacidad del Estado para intervenir directa o indirectamente en la economía de un país. 
Un proceso de liberalización a menudo incluye la privatización de empresas públicas.

## Implementación
El proceso de liberalización sigue distintos caminos según los casos, y está generalmente sometido al control de la Organización Mundial del Comercio (OMC) y del Fondo Monetario Internacional (FMI).
1. Modificación de las normas jurídicas que rigen las empresas, permitiendo la libertad de creación y comercio, interno y externo, así como la plena capacidad de una empresa para participar en otras mediante la creación de sociedades mercantiles privadas.[5]
2. La regulación del mercado laboral, con plenas garantías de libertad sindical, tanto para la afiliación a un sindicato como para su creación. Reconocimiento del derecho de huelga de los trabajadores.
3. La desregulación de los precios de la mayoría de los productos.
4. La libre circulación de capitales, si no total, al menos atenuando las restricciones.[6]
5. El establecimiento de una política monetaria que permita la fijación del valor de la moneda local de acuerdo al mercado internacional.
6. La conversión de las empresas públicas no estratégicas en empresas privadas, mediante la creación de sociedades anónimas. Este proceso se conoce como privatización.
7. La autorización para la creación o establecimiento de empresas financieras no dependientes del Estado.

## Desregulación
Liberalización no es necesariamente igual a desregulación, ya que se puede permitir la entrada de nuevos operadores (extinguiendo un oligopolio o monopolio), pero estableciendo un control de precios o unas normativas exigibles.